# 弗朗茨·约瑟夫 (伊森堡)
弗朗茨·约瑟夫·玛利亚·利奥波德·安东·卡尔·阿洛伊斯·维克托·沃尔夫冈·博尼斐修斯（Franz Joseph Maria Leopold Anton Carl Aloys Victor Wolfgang Bonifacius；1869年6月1日—1939年9月15日），出生于比尔施泰因。伊森堡亲王。伊森堡-比尔施泰因系首领。是伊森堡-比尔施泰因系亲王卡尔二世与奥地利女大公玛丽·路易丝的次子。1898年2月2日，弗朗茨·约瑟夫的兄长利奥波德王储宣布放弃自己和后代的继承权，弗朗茨·约瑟夫成为伊森堡王储。1913年被封为伊森堡亲王。
1896年5月19日，弗朗茨·约瑟夫在达姆施塔特与索尔姆斯-布劳恩菲尔斯公主弗里德里卡结婚，有三子四女：
- 玛丽·路易丝·安托瓦内特·伊丽莎白·尤勒尔·约瑟法·威廉明妮（Marie Louise Antoinette Elisabeth Eulalie Josepha Wilhelmine，1897年3月22日－1970年8月9日）；
- 沃尔夫冈（Wolfgang，1898年4月21日－1899年4月4日）；
- 玛丽·亚历山德拉·约翰娜·索菲·伊丽莎白·托马莎·加布里拉（Marie Alexandra Johanna Sophie Elisabeth Thomasa Gabriele，1899年1月21日－1945年12月22日）；
- 约瑟夫·弗朗茨·斐迪南·玛利亚·卡尔·赫尔曼·亚历克休斯·文森茨·冯·保拉（Joseph Franz Ferdinand Maria Karl Hermann Alexius Vincenz von Paula，1901年7月17日－1956年12月9日）；
- 玛丽·索菲·尤勒尔·阿洛伊西亚·保拉·加布里拉（Marie Sophie Eulalie Aloysia Paula Gabriele，1903年1月7日－1971年7月4日）；
- 玛丽·安娜·阿格尼丝·米夏埃拉（Marie Anna Agnes Michaela，1904年3月7日－1970年11月5日）；
- 玛利亚·约瑟夫·斐迪南·卡尔（Maria Joseph Ferdinand Karl，1906年2月20日－1968年5月5日）。